# Avioane (film)
Avioane (în engleză Planes) este un film din 2013, un spin-off al filmului Mașini din 2006, produs de Disney, doar că de data aceasta protagoniștii filmului sunt avioane. Este primul film din franciza Avioane.
Inițial, filmului i s-a programat lansarea Direct-pe-DVD, urmând ca Disney să anunțe lansarea oficială în cinema în S.U.A pe 9 august 2013, iar în România la data de 6 septembrie 2013. Filmul e disponibil în Disney Digital 3D și RealD 3D. A fost anunțat și un sequel al filmului, fiind programat pentru 2014, sub numele: Avioane: Echipa de intervenții.

## Acțiune
Dusty Crophopper /Stropi Agrarescu (Dane Cook) este un avion de agrement care lucrează la stropitul recoltelor, practicând și manevre de zbor în timpul liber, visând să devină unul dintre cele mai rapide avioane de curse din lume. Totuși, visele îi sunt desconsiderate de către șeful său Leadbottom (Cedric the Entertainer) și prietena sa/micul stivuitor, Dottie (Teri Hatcher). Pe lângă cei care nu cred în el, el este susținut de către camionul de comustibil, Chug (Brad Garrett). Stropi și Chug se antrenează pentru calificarea la Cursa Wings Around the World. În noaptea de dinaintea calificărilor, Dusty îl roagă pe un avion bătrân și izolat de marină din Al Doilea Război Mondial, Șefu' Riley (Stacy Keach) să îl învețe să zboare pentru cursă, dar acesta refuză, consternat. Stropi se califică în cursa cea mare, și deși mulțimea îl ridiculizează pentru faptul că este un simplu avion de stropit recolte, acesta reușește să lase cu gura căscată audiența, cu prizele sale bine executate, spre nefericirea sa, acesta clasându-se pe ultimul loc. Câteva zile mai târziu, un reprezentant delegat al cursei aeriene, vizitează orașul unde Dusty locuiește, căutându-l pentru a-i transmite că poziția sa a fost substituită, de pe locul 6 pe locul 5. Pur și simplu, l-a introdus din nou în cursă, dar folosirea de către Dusty a unui combustibil cu mult prea multă intensitate, i-a adus descalificarea din competiția aripilor. 
În dimineața următoare, Șefu' îl vizitează pe Stropi, încercând să înțeleagă ce vrea acesta să dovedească, dar când află de la el că nu-și dorește decât să demonstreze că este mai mult decât un avion de agrement, Șefu' decide că este vremea să fie mentorul tânărului avion, și să îl ducă pe noi culmi, îmbunătățindu-i astfel viteza și agilitatea. Cu toatea acestea, în timpul antrenamentului intensiv, Dusty recunoaște că îi este frică de înălțimi. Fără doar și poate, acest mic ingredient nu poate distruge un vis, așa că antrenamentul continuă și când va fi definitivat, preîntâmpină cursa, la propriu, prezentându-se la Aeroportul Internațional John F. Kennedy, unde se împrietenește cu un avion de cursă mexican nebunatic dar loial , numit El Chupacabra (Carlos Alazraqui) care întâmplător se îndrăgostește de o concurentă canadiană, mândria Marelui Nord Alb, abila Rochelle (Julia Louis-Dreyfus), care îi răspunde favorurilor într-un mod subtil. Dusty face un rival din arogantul și execrabilul campion mondial, Ripslinger (Roger Craig Smith), care nepoliticos din fire, îi destituie lui Dusty unicul lucru pentru care acesta crede că se alfă în competiție: locul lui este la udatul recoltelor. Dusty, de asemenea se îndrăgostește nebunește de Ishani (Priyanka Chopra), care îl sprijină necontenit. După prima manșă a cursei, din New York spre Islanda, refuzul acestuia de a zbura la înălțimi mari, îi aduc ultimul loc, colectând gheață pe aripi, din pricina ceței fine, de deasupra oceanului înghețat, nivelul său de rezistență, nefăcând față acestei temperaturi. Cu pași repezi, în cea de-a doua parte a cursei, spre Germania, Dusty arată spirit de echipă, salvându-l pe un alt competitor, Bulldog (John Cleese) înainte de a fi spulberat, atunci când ochii lui Bulldog sunt împroșcați cu ulei, provenit din una din elice ,din pricina motorului supraîncălzit; acest act de curaj îi câștigă respectul lui Bulldog pentru novicele nostru, dar îl subclasează pe locul perdant.
În India,Ishani îi oferă lui Dusty sfaturi, despre cum să zboare la viteză joasă sub Munții Himalaya, luându-se după căile ferate. Odată ce el se vede în situația de a trece prin tunel, și chiar fiind capabil să o facă, Dusty realizează că Ishani i-a oferit sfaturi proaste, pentru a se propulsa înaintea lui Ripslinger, dar el revine în forță, dând o altă turnură planurilor acesteia. Cursa continuă, în ciuda celor întâmplate, Dusty, încearcând să ajungă pe primul loc în Shanghai, Dusty îl ajută pe El Chu să câștige, în fața lui Rochelle căreia îi cântă un cântec de dragoste. Următoarea oprire, deasupra Oceanului Pacific, subalternii de nădejde ai lui Ripslinger, Ned și Zed, la ordinile șefului lor, sabotează antena de navigare. Fără combustibil și obosit, Dusty ajunge cumva la punctul de reumplere deasupra USS "Flysinhower" (referindu-se la portavionul cu același numea (USS Dwight D. Eisenhower (CVN-69)), loc ce îi permite alimentarea cu combustibil și staționarea. În timp ce pe portavion, Dusty este pe culmile gloriei, așteptând venirea escadrilei lui Șefu', află că veteranul a servit o singură misiune, ce îi distruge reputația de arhicunoscut salvator, cu mii de bătălii la activ. Apoi este forțat să renunțe, în consecință, trebuie să învingă o furtună pe mare îngrozitoare.
Dusty este distras din zbor, rătăcit printre gândurile sale despre Șefu' sfârșește prin a fi spulberat în ocean, dar ulterior, printr-un miracol, este salvat. Este apoi transportat în zbor spre Mexic, la prietenii lui, dar este grav accidentat, și nu se știe, dacă v-a mai putea zbura vreodată. Șefu' i se confesează apoi lui Dusty, mărturisindu-i că a zburat într-o singură misiune în timpul teatrului celui de-al doilea război mondial, în Cercul de foc al Pacificului, unde toții stagiarii din întregul lui pluton au fost uciși, într-o ambuscadă din apropierea marinei japoneze. Șefu' a fost singurul supraviețuitor, dar sfâșiat, și cu o mustrare de conștiință greu de descris în cuvinte, el nu a mai antrenat un alt avion, și nici nu a mai avut curajul să se ridice de la sol. Demoralizat și deznădăjduit, Dusty, crede că alternativa, este, să iasă din competiție, dar, încurajat de prietenii lui, Bulldog, Ishani, și mulți dintre noii lui fani, cu toții făcând un gest impresionant: donează bucăți din ei, pentru a-l repara pe avionul care a știut să facă imposibilul posibil.
Acum, cu moralul ceva mai ridicat, și reparat, Stropi, își pune tot arsenalul, fiind foarte determinat să câștige cursa, dar Ripslinger, nu se lasă , cu unu cu două,și intenționează să își continue sabotajul mârșav, până la urmă, încercând totul, doar pentru a-l face pe Dusty să piardă. El și neisprăviții lui subalternii îl prind în ambuscadă pe Dusty, dar Skipper/ Șefu', care consolându-se și recunoscând că nu era vina lui, vine în ajutorul lui Dusty. Atunci când Stropi vrea să îl ajungă din urmă pe Ripslinger, își învinge frica de înălțimi, și atunci când motorul lui este pe sfârșite se forțează pentru a trece de curenții de aer foarte puternici.Atât el, cât și impozantul său rival, Rip, ajung la linia de finish, în New York, și exact în momentul în care, părea că nimic nu îi va sta în cale lui Rip pentru a trece linia de sosire, egocentrismul lui își face iar simțită prezență, încetinindu-l ,și de dragul ultimei poze ca nou câștigător, pierde. Stropi zboară deasupra lui, și câștigă cursa, în timp ce Ripslinger, cade, prăbușindu-se în niște toalete publice.Stropi este felicitat de prietenii săi,iar Șefu' îi mulțumește pentru că i-a redat încrederea în sine, și forța de a o lua de la început în ale zborului. Șefu se înrolează iarăși în marină, cu Dusty pe post de tovarăș de călătorie, și încheie apoteotic filmul amândoi, cu un zbor bine executat,reușind să dovedească încă o dată că elevul și-a depășit profesorul, iar acum elevul este noul maestru.
Filmul ne demonstrează că putem da aripi viselor noastre, ce deși par imposibile la început, efemere, și atât de nesigure, fiindu-ne frică, vom reuși, dacă aratăm că suntem sinceri și buni, în fond și la urma urmei, prin aceste valori a reușit și Dusty să atingă culmi doar de el știute.

## Personaje și voci
- Dane Cook - Stropi/Dusty Crophopper.[8][9][10] A fost inspirat după modelul Air Tractor AT-502, Cessna și PZL-Mielec M-18 Dromader.[11]
- Stacy Keach - Șefu'/Skipper Riley, un avion F4U Corsair și mentorul lui Dusty.[12][13]
- Priyanka Chopra - Ishani,[12] campioana pan-asiatică a Indiei, un avion AeroCanard FG[14]
- Brad Garrett - Chug,[15] un camion de comustibil
- Teri Hatcher - Dottie,[16][17] un stivuitor
- Cedric the Entertainer - Leadbottom, un biplan Boeing-Stearman Model 75[18]
- Julia Louis-Dreyfus - Rochelle, iubita lui El Chupachabra, un avion LearAvia Lear Fan. [19] Cu sprijinul Disney International, Rochelle își schimbă naționalitatea și steagul în 11 țări.[20]

De asemenea, în noul trailer, îl putem auzi pe Stropi spunându-i lui El Chu , "Aceasta este Rochelle, campiona raliului australian.". Mai mult ca sigur, această replică va fi schimbată în funcție de expectativele  fiecărei țări în parte.
- John Cleese - Bulldog, un avion model de Havilland DH.88 Comet[22][23]
- Carlos Alazraqui - El Chupacabra, un avion Gee Bee Model R[24][11][25]
- Roger Craig Smith - Ripslinger, este un avion North American P-51D Mustang "Precious Metal"  și rivalul lui Dusty.[26][27][19]
- Gabriel Iglesias - Ned și Zed, mâinile drepte ale lui Ripslinger, niște avioane Extra EA-300[28]
- Val Kilmer - Bravo, un avion F/A-18E/F Super Hornet[29]
- Anthony Edwards - Echo, un avion F/A-18E/F Super Hornet[29]
- Colin Cowherd - Colin Cowling,[29] un dirijabil
- Sinbad - Roper, un stivuitor[30]
- Oliver Kalkofe - Franz sau Fliegenhosen, o mașină mică Taylor Aerocar 1954 din Germania[23]
- Brent Musburger - Brent Mustangburger, un Ford Mustang 1964 1/2[23]
- David Croft - Lofty Crofty[11]

## Joc PC
Disney Interactive, producătorii Avioane, vor lansa anul acesta, la 6 august 2013 jocul cu același nume. De asemenea se va lansa și pe Nintendo DS, Nintendo 3DS, Wii y Wii U.

## Lansare
Avioane a fost inițial programat pentru lansarea Direct-pe-DVD în America de Nord, în toamna acestui an, 2013, dar mai apoi s-a avut în vedere lansarea sa cinematografică în Europa, dar secvențele complete au determinat Disney să propună animația pentru lansarea pe piața internațională, fără a impune embargo, având în vedere că s-a decis introducerea celor 11 variante diferite ale personajului Rochelle, și limita de timp pe care distribuitorul o aștepta era destul de mică. Acest subterfugiu de la video la lansarea în cinema s-a întâmplat înainte și cu filmele Filmul cu Doug (în 1999), Povestea jucăriilor 2 (tot în 1999), Aventurile Tigrișorului (în 2000), și Peter Pan: Întoarcerea în țara de Nicăieri (în 2002). Acest este primul film de la DisneyToon Studios lansat la cinema în America de Nord de la Pluș și Elefampii încoace,mai precis de opt ani jumătate, filmul la care facem referire lansându-se în 2005.

Iată ce ne mărturisește regizorul Klay Hall, de altfel un cunoscător al aviației cu un tată pilot pe portavion:
|  | Planes face o incursiune în istoria aviației și parcurge tot drumul de la avioanele istorice la cele mai recente tipuri, de la avioanele experimentale la cele de linie, de la avioanele de viteză la planoare și la dirijabile |

Filmul a avut premiera pe 2 august 2013, în cadrul unui preview în exclusivitate la The Fly-In Theater sub egida EAA AirVenture Oshkosh, o adunare anuală a împătimiților de aviație desfășurată în Oshkosh, Wisconsin. Lansarea cinematografică a fost prevăzută spre lansare la 9 august 2013, când a fost ecranizată la D23 Expo, o convenție bienală pentru fanii Disney.

### Lansarea pe DVD
Avioane va fi lansat pe DVD, Blu-ray și Blu-ray 3D pe data de 10 decembrie 2013.

## Avioaneși parteneriatul de elită cuBlue Air
Pe 13 august 2013 Forum Film România și Blue Air au încheiat un parteneriat pentru lansarea filmului “Avioane”/”Planes”, cea mai noua animație Disney, atât în flota Blue Air cât și pe canalele online și offline ale ambelor companii.
Călătorii vor face cunoștință cu haioasele avioane Disney încă din momentul achiziționării biletului, de pe website-ul Blue Air. Parinții si copiii sunt încurajați să voteze avionul preferat prin aplicatia de Facebook special concepută și să intre în cursa către destinația pe care și-o doresc, alături de întreaga familie.
Un efort considerabil, care s-a dovedit a fi un bun de marketing, a fost denumirea a două dintre aeronavele companiei, după două personaje ale filmului, Bravo și Echo.

Iată ce declară Blue Air despre parteneriatul pentru lansarea filmului Avioane în cinematografele din România:
|  | Avioane este un film care poate da impresia unei lipse de imaginație din partea companiei Disney, dar nicidecum... animația o să arate de ce este în stare, de la primele imagini, iar conexiunea între personaje este uimitoare. Ne-am dorit să facem parte din acest proiect de piață internațional, pentru că Disney este o companie care se respectă, iar Blue Air, este mereu la dispoziția clienților săi, și fără a face apel la propriile noastre reușite, o putem spune degajat: dacă Forum Film și-a dorit un lider puternic al aviației române, în noi pot avea cu siguranță, un sprijin real, pe al cărui temei, își poate fundamenta ideile ,și publicul, ce credem noi, va primii cu brațele deschise parteneriatul nostru, și noul film ce va rula în curând la cinema. |

## Producție
În ciuda faptului că Pixar nu produce filmul, John Lasseter, fiind director de creație atât al companiei Pixar cât și al Walt Disney Animation Studios, director al filmelor „Mașini” și „Mașini 2” va fi producătorul executiv și al acestui film. 
Pe 20 august 2011, la D23 Expo a fost anunțat faptul că Jon Cryer va fi vocea personajului principal, Stropi/Dusty. Cryer a renunțat din pricina aporturilor pecuniare considerate insuficiente de acesta, Disney înlocuindu-l cu Dane Cook. O versiunea modificată a trailerului filmului (cu vocea lui Cook în locul lui Cryer) a fost lansată pe 27 februarie 2013.

## Sequel
O continuare a filmului, denumită Avioane: Foc & Ajutor!, este programată pentru lansare în cinematografe la 18 iulie 2014.   Bobs Gannaway, regizorul filmului  Clopoțica: Secretul Aripilor, va regiza și acest film. Dane Cook, care va reveni în rolul lui Dusty/ Stropi, o va avea alături în distribuție pe Julie Bowen care va asigura vocea lui Lil Dipper. S-a recurs nu la publicarea unui compendiu despre Avioane, ci Cărțile Cronicile vor publica Arta Avioanelor 1&2 , ce va coincide cu lansarea continuării aceluiași film targhet.
Cităm astfel rezumatul filmului din trilogia "Planes": "Avioane: Echipa de intervenții" dezvăluie o gașcă abracadabrantă de elită, adevărate lupte cu focul a unor aparate de zbor simple, dar atât de complexe la o privire mai atentă, devotată să protejeze Parcul National "Vârf de Munte" de la o încăierare sălbatică de un dinamism psihedelic și pirotehnic. Atunci când cel mai mare pilot de aviație Stropi află că motorul său este grav deteriorat și că nu va mai putea concura vreodată, trebuie să schimbe vitezele și este transportat în lumea sălbatică a atacurilor cu foc. Stropi se alătură forțelor veterane cu experiență și îl salvează pe elicopterul Blade Ranger și curajoasa sa echipă de atac planar, inclusiv pe super istețul avion lopată Lil Dipper, elicopterul de tip heavy-lift, Windlifter, fostul transportor militar Cabbie și o bandă plină de viață formată din vehicule de teren neînfricate cunoscute ca The Smokejumpers. Împreună, echipa fără pic de frică înving focul năprasnic care pare că pune stăpânire pe lume, iar Dusty învață ce îți trebuie pentru a deveni ceea ce se cheamă un erou adevărat ."

## Coloana sonoră
Avioane este coloana sonoră a filmului. Mark Mancina a compus muzica originală din film, care va fi oferită publicului larg, din 6 august 2013 de către by Walt Disney Records.

### Track listing
Toate melodiile sunt compuse de Mark Mancina, cu excepția celor adnotate.
| Nr. | Titlu                                                         | Lungime |  |
| 1.  | „Nothing Can Stop Me Now” (performed by Mark Holman)          |         |  |
| 2.  | „You Don't Stop NYC” (performed by Chris Classic and Alana D) |         |  |
| 3.  | „Fly” (performed by Jon Stevens of The Dead Daisies)          |         |  |
| 4.  | „Planes”                                                      |         |  |
| 5.  | „Crop Duster”                                                 |         |  |
| 6.  | „Last Contestant”                                             |         |  |
| 7.  | „Hello Lincoln/Sixth Place”                                   |         |  |
| 8.  | „Show Me What You Got”                                        |         |  |
| 9.  | „Dusty Steps Into History”                                    |         |  |
| 10. | „Start Your Engines”                                          |         |  |
| 11. | „Leg 2/Bulldog Thanks Dusty”                                  |         |  |
| 12. | „Skipper Tries to Fly”                                        |         |  |
| 13. | „Dusty & Ishani”                                              |         |  |
| 14. | „The Tunnel”                                                  |         |  |
| 15. | „Running on Fumes”                                            |         |  |
| 16. | „Get Above the Storm”                                         |         |  |
| 17. | „Dusty Has to Ditch”                                          |         |  |
| 18. | „Skipper's Story”                                             |         |  |
| 19. | „You're a Racer”                                              |         |  |
| 20. | „Leg 7”                                                       |         |  |
| 21. | „Skipper to the Rescue”                                       |         |  |
| 22. | „Dusty Soars”                                                 |         |  |
| 23. | „1st Place”                                                   |         |  |
| 24. | „A True Victory”                                              |         |  |
| 25. | „Honorary Jolly Wrench”                                       |         |  |
| 26. | „Skipper's Theme” (cântată de Volo Pro Veritas)               |         |  |
| 27. | „Love Machine” (cântată de Carlos Alazraqui și Antonio Sol)   |         |  |
| 28. | „Ein Crop Duster Can Race” (cântată by Dave Wittenberg)       |         |  |
| 29. | „Armadillo”                                                   |         |  |